# Reichenberger Zeitung
Reichenberger Zeitung byl německy psaný deník, vycházející denně v Liberci od roku 1860 do roku 1938, jehož letitým šéfredaktorem byl dr. Wilhelm Feistner.

## Historie a profil deníku

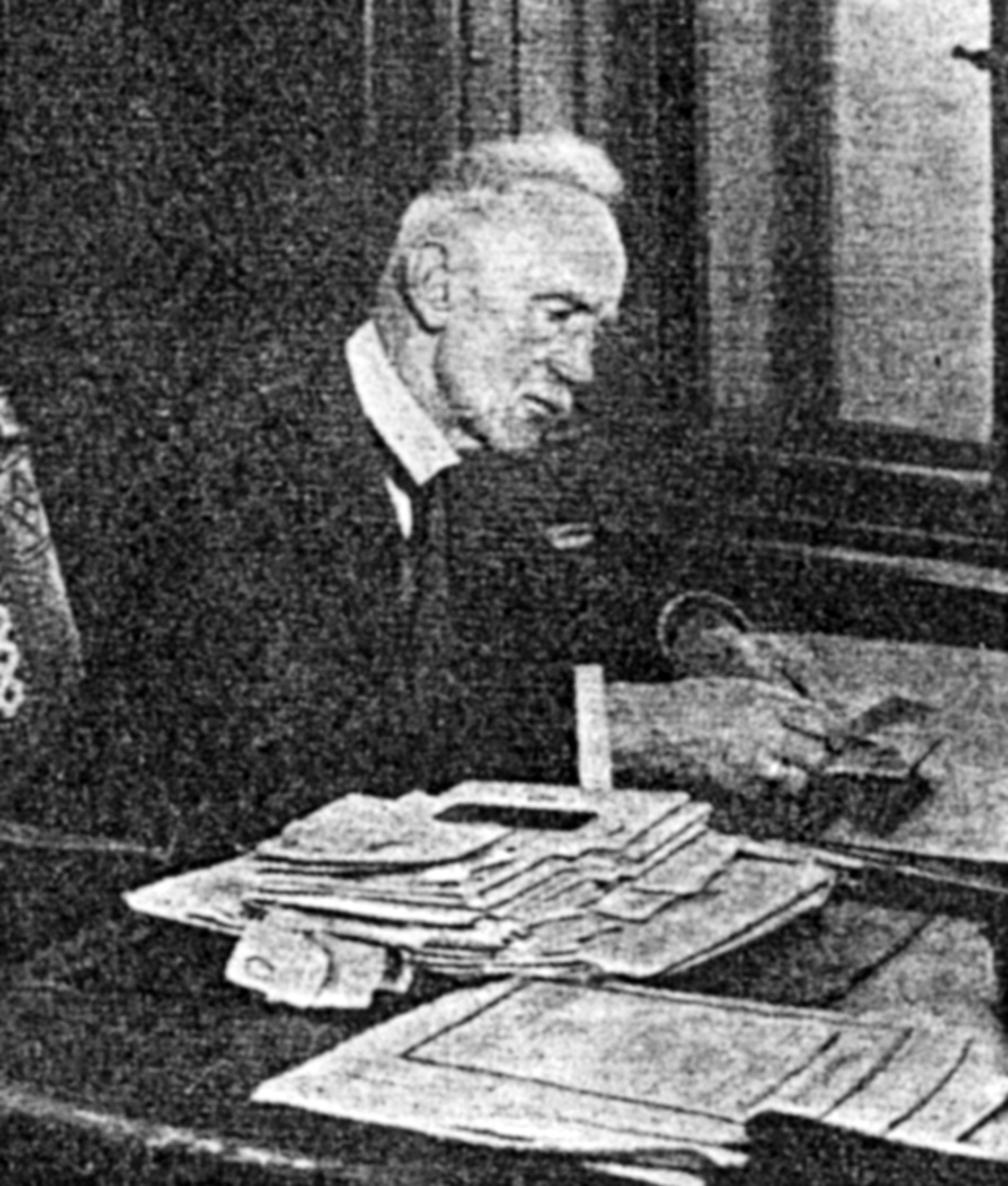
Wilhelm Friedrich Johann von Stiepel, syn Heinricha

Šlo o historicky první deník v Liberci. Začal vycházet roku 1860. Vydavatelem byl do roku 1867 Heinrich Tugendhold Stiepel, pak firma Gebrüder Stiepel. List nesl podtitul Organ für die deutsch-nationale Partei in Böhmen. Na rozdíl od pražského deníku Bohemia byl výrazněji nacionálně-liberálně orientovaný na politický tábor okolo Německé lidové strany. Po jistou dobu byl šéfredaktorem podnikatel a politik Alexander Peez. Deník se orientoval na střední a vyšší vrstvy čtenářstva, zatímco konkurenční prvorepublikový list Reichenberger Tagesbote cílil spíše na malopodnikatelské střední vrstvy.
Od 1. ledna 1915 zněl podtitul deníku Tagblatt für die deutsch-nationale Partei in Böhmen, od 1. ledna 1919 Tagblatt für das deutsche Volk in Böhmen, od 10. května 1934 Tagblatt für das deutsche Volk in der Tschechoslowakei, od 3. října 1938 Tagblatt für das sudetendeutsche Volk a od 11. října 1938 se podnázev změnil na Heimatblatt der Sudetendeutschen.
Za první republiky měl deník i týdenní přílohu Bilder vom Tage. Vycházel ráno, občas i v druhém večerním vydání. Ačkoliv šlo o periodikum s národní německou orientací, nebyl ve 30. letech psán v nacistickém duchu. Vydávání deníku přestalo v roce 1938 a nahradil ho Die Zeit jako oficiální nacistický list v anektované Sudetské župě.